# سوپوتنیتسه
سوپوتنیتسه (به چکی: Sopotnice) یک منطقهٔ مسکونی در جمهوری چک است که در ناحیه اوستی ناد اورلیتسی واقع شده‌است. سوپوتنیتسه ۱۳٫۵۷ کیلومتر مربع مساحت و ۹۴۱ نفر جمعیت دارد و ۳۴۵ متر بالاتر از سطح دریا واقع شده‌است.